# Fred Liewehr
Fred Liewehr (Neutitschein, 17 de junho de 1909 – Viena, 1993) foi um ator austríaco de teatro e cinema.